# Who I Am Tour
El Who I Am Tour es la primera gira de Nick Jonas sin sus hermanos y la primera al lado de la banda The Administration, para promocionar el primer álbum de la banda Who I Am. La gira se establece sólo en los pequeños lugares íntimos en los Estados Unidos. La gira empezó el 2 de enero de 2010 y posiblemente finalizará el 30 de enero del mismo año.

## Artistas de Apertura
- Diane Birch.
- Forever Seven (solo el 8 de enero).

### Invitados Especiales
- Joe y Kevin Jonas(solo el 8 de enero).

## Lista de canciones
1. Rose Garden
2. State of Emergency
3. Olive and an Arrow
4. Last Time Around
5. In the End
6. Inseparable (New Version)
7. While the World is Spinning
8. Black Keys
9. A Little Bit Longer
10. Vesper's Goodbye
11. Fireflies (Owl City cover)
12. Use Somebody (Kings of Leon cover)
13. Before The Storm (Solo version) [a partir del 3 de enero]
14. Catch Me (Demi Lovato cover) [a partir del 13 de enero]
15. Signed, Sealed, Delivered I'm Yours (Stevie Wonder cover) o The Way You Make Me Feel (Michael Jackson cover)
16. Conspiracy Theory
17. Stay (a partir del 6 de enero)
18. Stronger
19. Tonight (New Version)
20. Who I Am

## Fechas de Conciertos
| America             |             |               |                              |
| 2 de enero de 2010  | Dallas      | Texas         | House of Blues: Dallas       |
| 3 de enero de 2010  | Dallas      | Texas         | House of Blues: Dallas       |
| 4 de enero de 2010  | Nashville   | Tennessee     | Ryman Auditorium             |
| 6 de enero de 2010  | Washington  | D.C.          | Warner Theater               |
| 7 de enero de 2010  | Nueva York  | Nueva York    | Beacon Theater               |
| 8 de enero de 2010  | Nueva York  | Nueva York    | Beacon Theater               |
| 9 de enero de 2010  | Filadelfia  | Pensilvania   | Tower Theater                |
| 10 de enero de 2010 | Filadelfia  | Pensilvania   | Tower Theater                |
| 12 de enero de 2010 | Boston      | Massachusetts | Orpheum Theater              |
| 13 de enero de 2010 | Boston      | Massachusetts | Orpheum Theater              |
| 16 de enero de 2010 | Detroit     | Míchigan      | Fox Theater                  |
| 17 de enero de 2010 | Rosemont    | Illinois      | Rosemont Theater             |
| 19 de enero de 2010 | St. Louis   | Misuri        | The Pageant                  |
| 20 de enero de 2010 | Milwaukee   | Wisconsin     | The Rave\|Eagle's Ballroom   |
| 21 de enero de 2010 | Minneapolis | Minnesota     | State Theater of Minneapolis |
| 23 de enero de 2010 | Denver      | Colorado      | Paramount Theatre            |
| 24 de enero de 2010 | Denver      | Colorado      | Paramount Theatre            |
| 26 de enero de 2010 | Los Ángeles | California    | Wiltern Theater              |
| 27 de enero de 2010 | Los Ángeles | California    | Wiltern Theater              |
| 28 de enero de 2010 | Los Ángeles | California    | Wiltern Theater              |
| 29 de enero de 2010 | Los Ángeles | California    | Wiltern Theater              |
| 30 de enero de 2010 | Berkeley    | California    | Zellerbach Hall              |